# Liste der griechischen Botschafter in Italien
Der Griechische Botschafter in Italien (italienisch Ambasciatrice di Grecia in Italia, Ambasciatore greco in Italia, griechisch Πρέσβης της Ελλάδας στην Ιταλία Présvis tis Elládas stin Italía, englisch Greek Ambassador to Italy) ist der ranghöchste Diplomat der Regierung von Griechenland (Κυβέρνηση της Ελλαδας) in Italien. Der Botschafter residiert in der Botschaft (Ambasciata di Grecia) in Rom in der Viale Gioacchino Rossini, 4 (⊙). Zusätzlich gibt es jeweils noch ein Generalkonsulat in Mailand und in Venedig. Für Griechenland ist Italien der Haupt-Handelspartner und Griechenland erhält aus Italien bedeutende Investitionen.

## Botschafter
| Akkreditierung   | Botschafter (griechisch)                                  | Anmerkungen | Regierungschef Griechenlands | Regierungschef Italiens | Amtszeitende |
| ---------------- | --------------------------------------------------------- | --- | ---------------------------- | ----------------------- | ------------ |
| 1861             | Dimitrios Kallergis Δημήτριος Καλλέργης                   | Turin | Athanasios Miaoulis          | Bettino Ricasoli        |              |
| 1861             | Fokion Rok Φωκίων Ροκ                                     | Turin | Athanasios Miaoulis          | Bettino Ricasoli        |              |
| 1867             | Andreas G. Kountouriotis Ανδρέας Γεώργιος Κουντουριώτης   | Florenz, (1820–1895), studierte Jura an der Universität von Paris und arbeitete im Außenministerium. Er wurde Parlamentsabgeordneter für Hydra, Außenminister in der Regierung von Athanasios Miaoulis und später Botschafter in Konstantinopel. | Alexandros Koumoundouros     | Urbano Rattazzi         |              |
| 1880             | Georgios Mavrokordatos Γεώργιος Μαυροκορδάτος             | Rom; er war einer der ersten Professoren der Universität; 1837–1858 lehrte er an der Law School der University of Ottoman Studies; 1876–1880 Botschafter in Rom | Charilaos Trikoupis          | Benedetto Cairoli       |              |
| 1881             | M. I. Paparrigopoulos Μ. Ιωάννης Παπαρρηγόπουλος          | | Alexandros Koumoundouros     | Agostino Depretis       |              |
| 1882             | Demetrios Razis Δημήτριος Ραζής                           | (gest. vor 1914) Chief Dragoman der griechischen Botschaft in Konstantinopel zur Zeit von Mehmed Emin Âli Pasha. | Charilaos Trikoupis          | Agostino Depretis       |              |
| 1889             | Anastasios Vyzantios Αναστάσιος Βυζάντιος                 | | Charilaos Trikoupis          | Francesco Crispi        |              |
| 1902             | Ioannis Gryparis (1848-1922) Ιωάννης Γρυπάρης             | | Alexandros Zaimis            | Giuseppe Zanardelli     |              |
| 1908             | Dimitrios G. Metaxas (1858) Δημήτριος Μεταξάς             | (* 14. März 1858 Syros); D.L. Hon. an der Universität Athen; 1890 Chargé d’affaires des Griechischen Botschafters in Deutschland in Berlin; 1892 Botschafter in Belgrad; von 1895 bis 1908 war er Botschafter im Vereinigten Königreich, London; in Rom zwei Mal bis 1922. Familie Metaxas (Οικογένεια Μεταξά) | Georgios Theotokis           | Sidney Sonnino          |              |
| 1913             | Lambros Koromilas Λάμπρος Κορομηλάς                       | | Eleftherios Venizelos        | Giovanni Giolitti       |              |
| 1920             | Konstantinos Psaroudas Κωνσταντίνος Ψαρούδας              | Ab 2. November 1918 Generalkonsul in New York City; 1926–1927 Botschafter in der Tschechischen Republik; 14. August 1930–1933 Botschafter in Russland | Dimitrios Rallis             | Francesco Saverio Nitti |              |
| 1925             | Nikolaos Mavroudis Νικόλαος Μαυρουδής                     | (1873–1942) 7. März 1933–10. März 1933 Außenminister in der Übergangsregierung von Alexandros Othonaios; längste Amtszeit als Staatssekretär; studierte Jura an der Nationale und Kapodistrias-Universität Athen; 1901 begann er den diplomatischen Dienst; er diente als Botschafter in Belgrad, Moskau und Rom; 1930 Generalmanager des Außenministeriums; nach der Ernennung zum Permanent Secretary im Außenministeriums; nach dem forced law 43 von 1936, war Mavroudis der erste, der auf diesen Posten berufen wurde und hatte das Amt während des Regime vom 4. August (Καθεστώς της 4ης Αυγούστου Kathestós tis tetártis Avgoústou) bis zur Invasion der Deutschen in Griechenland; als Karrierediplomat wurde er as Botschafter in Belgrad, Warschau und Moskau und später in Rom ernannt; 1940 war er stellvertretender Außenminister; er erklärte: “There are a lot of Germanophiles here, and a lot of Anglophiles, and many who care neither for Germany nor England in particular, but there are no Italophiles in Greece.” („Es gibt hier viele Germanophile, und viele Anglophile, und viele die sich weder für Deutschland noch für England speziell interessieren, aber es gibt hier keine Italophilen.“) | Theodoros Pangalos           | Benito Mussolini        |              |
| 1930             | Petros Metaxas Πέτρος Μεταξάς                             | 4. April 1940–9. Mai 1946 griechischer Botschafter in Frankreich und Leiter des Politischen Büros von Georg II. | Eleftherios Venizelos        | Mussolini               |              |
| 1940             | Ioannis Politis (1890-1959) Ιωάννης Πολίτης               | John Politis, 8. August–27. Oktober 1951 Außenminister; das Ioannis Politis Archive befindet sich im Benaki Museum | Ioannis Metaxas              | Mussolini               |              |
| 1944             | Georgios Exintaris Γεώργιος Εξηντάρης                     | | Georgios Papandreou          | Pietro Badoglio         |              |
| Dezember 1947    | Dimitrios Kapsalis Δημήτριος Καψάλης                      | (* 1894 at Athens) studierte Jura an der Universität Athen; Januar 1917 wurde er Attache beim Außenministerium. März 1919 wurde er Zweiter Sekretär an der Botschaft in Bukarest; Juni 1921–November 1921 Botschafter in Brüssel; Januar 1923 Ernennung zum Ersten Sekretär; April 1923 Ganeralkonsul in Genf; Februar 1924 Versetzung ans Generalkonsulat Istanbul; November 1925 Department Head B; Januar 1926 Botschafter in Rom; Dezember 1929 zurückgeholt ins Ministerium; Mai 1931 Department Head A; November 1932–1935 Generalkonsul in Istanbul; September 1933 Director B; Juni 1935 Director A; November 1937–Oktober 1944 Botschafter in Ägypten, Kairo; Oktober 1944–November 1945 Minister bei den exilierten norwegischen, tschechoslowakischen und niederländischen Regierung in London; Juni 1946 Minister Plenipotentiary A; Dezember 1947 Botschafter in Rom; Oktober 1950–April 1954 Botschafter in Belgien | Dimitrios Maximos            | Ferruccio Parri         |              |
| 1950             | Georgios Exintaris Γεώργιος Εξηντάρης                     | | Nikolaos Plastiras           | Ferruccio Parri         |              |
| 1952             | Alexander Argyropoulos Αλέξανδρος Αργυρόπουλος            | | Alexandros Papagos           | Ferruccio Parri         |              |
| 1957             | Kleon Syindika Κλεον Συϊντικα                             | | Konstantinos Karamanlis      | Adone Zoli              |              |
| 1962             | Nikolaos Chatzivassiliou Νικόλαος Χατζηβασιλείου          | 1956 während der Suezkrise Leiter der Sektion für den Mittleren Osten beim Außenministerium. | Konstantinos Karamanlis      | Fernando Tambroni       |              |
| 1965             | Antonios Poumbouras Αντώνιος Πούμπουρας                   | | Georgios Papandreou          | Giovanni Leone          |              |
| 1972             | Stefanos Rokanas Στέφανον Ροκανάς                         | 1960: Consul General of Chicago | Georgios Papadopoulos        | Giulio Andreotti        |              |
| 1974             | Ioannis Koliakopoulos Ιωάννης Κολιακόπουλος               | [ 7 ] | Adamantios Androutsopoulos   | Aldo Moro               |              |
| 1977             | Ioannis Pesmazoglou (1918–2004) Ιωάννης Πεσμαζόγλου       | (* 1. März 1918 in Chios) | Konstantinos Karamanlis      | Giulio Andreotti        |              |
| 1982             | Christos Stremmenos Χρήστος Στρεμμένος                    | | Andreas Papandreou           | Amintore Fanfani        |              |
| 1987             | Nikolaos Athanasiou Νικόλαος Αθανασίου                    | | Andreas Papandreou           | Amintore Fanfani        |              |
| 1990             | Konstantinos Georgiou Κωνσταντίνος Γεωργίου               | | Konstantinos Mitsotakis      | Giulio Andreotti        |              |
| 1994             | Evangelos Frangoulis Ευάγγελος Φραγκούλης                 | (* 15. Mai 1936 in Kalamata), studierte Jura an der Universität Athen, Internationale Beziehungen an der London School of Economics; 1963 Attache am Außenministerium; 1965 Embassy Secretary, London; 1965 The Hague; 1974 Embassy Counsellor, Genf; 1976 Sofia; 1979 Rom; 1982 wurde er Botschafter im Sudan, Khartum; 1985 Boschafter in Algerien, Algier; 1987 Head of Greek Delegation bei der Konferenz Mutual and Balanced Force Reductions, Wien; 1994 Botschafter in Rom. | Andreas Papandreou           | Silvio Berlusconi       |              |
| 1997             | Alexandros Sandis Αλέξανδρος Σάνδης                       | | Konstantinos Simitis         | Romano Prodi            |              |
| 2000             | Konstantinos Gerokostopoulos Κωνσταντίνος Γεροκωστόπουλος | | Kostas Simitis               | Giuliano Amato          |              |
| 2004             | Anastasios Mitsialis Αναστάσιος Μητσιάλης                 | | Kostas Karamanlis            | Silvio Berlusconi       |              |
| 2007             | Charalambos Rokanas Χαράλαμπος Ροκανάς                    | | Kostas Karamanlis            | Romano Prodi            |              |
| 2010             | Michael Cambanis Μιχαήλ Καμπάνης                          | | Georgios Papandreou          | Silvio Berlusconi       |              |
| 2013             | Themistoklis Demiris Θεμιστοκλής Δεμίρης                  | [ 10 ] | Antonis Samaras              | Enrico Letta            |              |
| 5. Dezember 2017 | Tasia AthanasiouΤασιά Αθανασίου                           | (* 1. September 1960, Patras) 2007 First Counsellor beim Heiligen Stuhl; 2009–2011 Botschafter in Syrien; 2012–2017 Botschafterin in Polen. | Alexis Tsipras               | Paolo Gentiloni         |              |
| 2019             | Theodoros Μ. PassasΘεόδωρος Μ. Πασσάς                     | (* 1957, Athen) |                              |                         |              |
| 12. Mai 2022     | Eleni Sourani Ελλενη Σουρανη                              | (* 2. Februar 1960, Thessaloniki); studierte an der School of Law de Universität Athen; 1984 Außenministerium; 1985 Embassy Attaché at the Middle East Directorate; 1986–1988 Third Secretary at the Office of the Secretary-General; 1988–1992 Botschafterin in Harare, Simbabwe; 1992–1994 Second Secretary und Konsul in Vancouver, Kanada; 1996–1998 First Secretary and Second Counselor at the Directorate of Security & NATO; 1998–2002 First Counselor der Botschaft in Jerewan, Armenien; 2002–2005 Generalkonsulin in Jerusalem; 2005 Deputy Head of Russia & CIS Department; 2006 Director of the Diplomatic Cabinet of the Deputy Foreign Minister; 2007–2011 Minister Plenipotentiary uand Deputy Permanent Representative bei der OSZE, Wien; 2011–2013 Director of Arab Countries & Middle East Directorate; 2013–2016 Botschafterin in Dänemark; 2016–2019 Botschafterin in Albanien; 2019 Director of the Directorate for Relations with Turkey; 20. Januar 2020–8. April 2022 Director of the Diplomatic Cabinet beim Premierminister. | Kyriakos Mitsotakis          | Mario Draghi            |              |